# Festuca nubigena
Festuca nubigena är en gräsart som beskrevs av Franz Wilhelm Junghuhn. Festuca nubigena ingår i släktet svinglar, och familjen gräs. Utöver nominatformen finns också underarten F. n. novoguineensis.